# 马公瑾
马公瑾（1911年—），回族，江苏南京人。中华人民共和国政治人物。

## 生平
复旦大学经济系肄业。自1931年起，任上海商业储蓄银行汉口分行助理员、郑州分行会计员、会计主任、襄理。抗日战争时期，任国民政府贸易委员会兰州西北办事处财务科长、业务科长、办事处副主任，富华公司副经理，复兴公司西北分公司经理。抗日战争胜利后，任上海银行汉口分行副经理。
1950年，参加民主建国会，任民建第三、四届中央委员，民建武汉市委会常委，武汉市工商联常委，湖北省工商联副工委兼秘书长，湖北省人民政府对外贸易管理局副局长，民建湖北省委会副主委、主委，湖北省政协副主席。是第六、七届全国政协委员。任中国民主建国会中央咨议委员会委员。